# Federico Mancuello
Federico Andrés Mancuello (Reconquista, 1989. március 26. –) argentin labdarúgó, az Independiente középpályása. Rendelkezik olasz állampolgársággal is.